# Petrocori

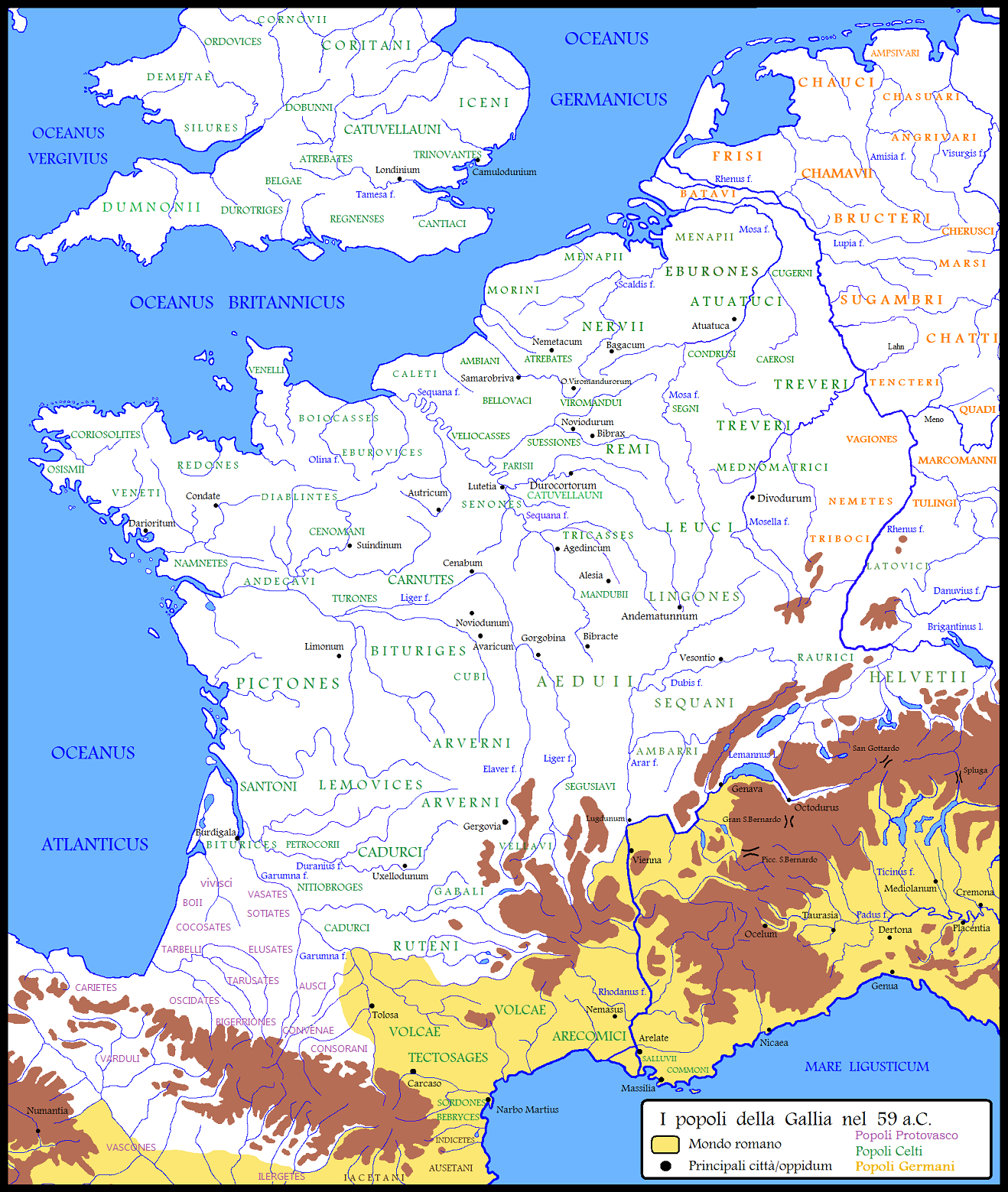
Mappa della Gallia nel 59 a.C., prima della conquista di Cesare.

I Petrocori (Petrocorii) furono un popolo gallico stanziati nell'attuale dipartimento della Dordogna, tra il fiume Dordogna e l'Isle. La loro capitale era Vesunna (Périgueux). Il nome della città di Périgueux così come l'antica provincia del Périgord devono il loro nome a questo popolo che in gallico vuol dire i quattro eserciti, da petru- «quattro» e corii «esercito».

## Etnonimi e Gentilizi
Il nome di Petrocoriani designa ai nostri giorni gli abitanti di Périgueux (chiamati anche Perigurdini).

## Etimologia
L'etimologia del termine "Petrocorii" non è affatto soggetta a discussione tra i linguisti, solo gli storici l'interpretano talvolta un po' diversamente.
Il primo elemento del nome si spiega con il gallico Petru - quattro, che è derivato dal numero ordinale petuar(ios), attestato su una ceramica di La Graufesenque (tuđđos petuar "quarta infornata") e dal composto gallico latinizzato petorritum ("carro a quattro ruote"), così come i vari nomi di Petromantalo o Pierremande, in latino medioevale Petramantula, che significa "quattro strade" o quadrivio, cioè crocevia od incrocio, in francese "carrefour" ed in latino quadri-furcus.
La forma Petru è ben attestata in Petru-sidius, Petru-decameto ("quattordici"), oltre che in romeno, dove è scritta esattamente patru e significa proprio "quattro"), ecc.
Si compara con il gallese Pedwar: pedr ed il bretone Pevar, che significa ugualmente "quattro".
È la stessa etimologia del latino quadru-, da cui l'italiano quadro, e del gotico fidur, e si confronti con l'inglese four, che risalgono tutte all'indoeuropeo *kʷetur̥ / *kʷetru.
Il secondo elemento corios significa "esercito" e s'incontra nell'etnonimo Tricorii, vale a dire "tre forze" (con tri- tradotto in "tre") e Coriosolites, nonché in vari toponimi e nomi di persone.
Si tratta della stessa parola del celtico moderno, lo si confronti con l'irlandese cuire, tradotto con "truppa" od "esercito"; e con il "bretone antico" cor-, che vuol dire "famiglia" sempre "truppa".
Si tratta anche di un parente del germanico *hari-,
in gotico ritrascritto in harjis, che significa appunto «esercito», ed in alto tedesco antico sempre *hari, che vuol dire la stessa parola, e del greco koiranos, che vuol dire «capo o comandante dell'esercito».
Il significato generale di Petrocorii sarebbe dunque quello di "quattro forze" o "quattro clan".

## Storia
I Petrocori abitavano la regione situata tra la Dordogna e la Vézère. Nell'anno 52 avanti Cristo, fornirono un contingente di 5.000 uomini per partecipare alla coalizione gallica contro Giulio Cesare. Strabone menziona la loro eccellenza nella lavorazione del ferro.